# Hoplocoryphella grandis
Hoplocoryphella grandis es una especie de mantis de la familia Thespidae.

## Distribución geográfica
Se encuentra en Madagascar Tanzania Zimbabue y  Transvaal en (Sudáfrica).